# Bolesław Gwidon Jaśniewicz
Bolesław Gwidon Jaśniewicz (ur. 1 stycznia 1675 w Kruszwicy, zm. 12 września 1710 w Kaliszu) – polski zakonnik Zakonu Kanoników Regularnych od Świętego Ducha żyjący na przełomie XVII i XVIII wieku.
Bolesław Gwidon Jaśniewicz urodził się 1 stycznia 1675 w Kruszwicy, jako syn Zbiluta Jana Jaśniewicza i Bronisławy z Janiszewa Janiszewskiej. I Komunię św. otrzymał z rąk swojego wuja (brata matki) o. Józefa Janiszewskiego z Zakonu Kanoników Ducha św. de Saxia z Sandomierza, w dniu Zielonych Świąt w 1683 roku. Sakrament bierzmowania przyjął w 1685 r. w Krakowie z rąk biskupa Jana Nałęcz – Małachowskiego. Po ukończeniu nauki w szkole średniej Bolesław Jaśniewicz, wstąpił do seminarium duchownego w Gnieźnie a następnie jako alumn gnieźnieński wyjechał na studia teologiczne do Rzymu. 
W wieku 23 lat został wyświęcony w Rzymie na kapłana. W trakcie pobytu w Rzymie o. Bolesław zajmował się teologią mistyczną i historią. Napisał pracę na ten temat pt. Mistyka w życiu świętych oraz zajmował się historią zakonów, a w szczególności Zakonu Ducha św. de Saxia. Wpisy i odpisy aktów Zakonu przywiózł ze sobą do Polski, które dziś znajdują się w Stawiszynie.
W wieku 25 lat o. Bolesław wstąpił do zakonu i w 1700 roku z rąk generała zakonu o. Bernardyna Casali przyjął habit Kanoników Ducha św. de Saxia i imiona Bolesław Gwidon. Przez rok mieszkał w Rzymie i po tym czasie złożył śluby zakonne.
O Bolesław swoją posługę pełnił w szpitalu Zakonnym dla ubogich i chorych, skupiając się na pomocy biednym i umierającym. Wielokrotnie jego osoba była wzywana do umierających w mieście i do więzień.
Na polecenie swojego przełożonego został duchowym opiekunem i spowiednikiem zakonnic, przede wszystkim sióstr swego zakonu, ale również Augustianki, Cysterki, Klaryski, Norbertanki, Dominikanki, Karmelitanki, Kamedułki, Wizytki i wiele innych.
O. Bolesław przez osiem lat pracował w Polsce. Mieszkał w Krakowie, Sandomierzu i Kaliszu, a najdłużej w Stawiszynie pod Kaliszem. W ostatnim roku swego życia, w 1710, głosił kazania w Kaliszu, Błaszkach, Brudzewie, Blizanowie, Koninie, Gnieźnie i Krakowie, gdzie przebywał przez trzy miesiące. Dnia 12 września 1710 r. po komunii św. otrzymanej z rąk prowincjała i jego błogosławieństwie na śmierć o. Bolesław zmarł. Ciało zakonnika zostało złożone do grobu 16 września w kościele Kanoników Ducha św. de Saxia w Stawiszynie.
We wrześniu 1992 przeprowadzono prace wykopaliskowe, dzięki którym odkryto zbiorowa mogiłę braci zakonnych w tym prawdopodobnie o. Bolesława. W dniu 8 listopada 1992 roku została odprawiona w kościele św. Bartłomieja w Stawiszynie msza św. za zmarłych zakonników, a ich szczątki złożono w krypcie kaplicy M. B. Częstochowskiej w Stawiszynie.
Z inicjatywy Towarzystwa Miłośników Stawiszyna w 1990 roku została ufundowana tablica pamiątkowa poświęcona O. Bolesławowi Gwidonowi Jaśniewiczowi, wmurowano ją w kapliczkę, która stoi w miejscu, gdzie był klasztor stawiszyński.